# Кубок «Спартака»
Кубок Спартака — предсезонный международный хоккейный турнир, который проводился с 1994 по 2008 год. Назван в честь хоккейного общества «Спартак» Москва.
Соревнования проходили во дворце спорта «Сокольники».

## История
Московский международный турнир по хоккею «Кубок Спартака»:
Автономная Некоммерческая Организация "Международный турнир по хоккею «Кубок Спартака»
Учреждена в 1994 году , Товбулатовым Гелани Аптиевичем и Фетисовым Вячеславом Александровичем
В 1994 году впервые в Москве был проведен Международный турнир клубных команд — «Кубок Спартака». Идея собрать на московском льду наших ведущих мастеров, уехавших за рубеж, принадлежала В.Фетисову и вице-президенту хоккейного клуба «Спартак» Г.Товбулатову, который до сих пор является президентом этого прославленного турнира.
Ежегодное проведение турнира получило широкое признание, поддержку и высокую оценку не только в России, но и в ИИХФ. Он был включен в Международный календарь официальных хоккейных соревнований. Почетными гостями турнира были Президенты России Б.Ельцин и В.Путин, Председатель Правительства В.Черномырдин, Премьер-министр Украины В. Янукович, Мэр г. Москвы Ю.Лужков, представители мирового хоккея: Президент ИИХФ Р Фазел, генеральный секретарь этой организации Ян-Оке Эдвинссон и комиссар НХЛ Г.Беттмэн.
Московский Международный турнир «Кубок Спартака», заслуженно являлся одним из самых популярных и почетных для участников международных соревнований, традиционно привлекал к себе большое внимание со стороны болельщиков, средств массовой информации и хоккейной общественности.
В 1997 году впервые в нашу страну был привезен Супер почетный трофей мирового хоккея — Кубок Стэнли. Пребывание почетного приза на «Кубке Спартака» принесло положительный резонанс во всем мире, поднял престиж России на мировом Олимпе.
Благодаря этому турниру, неизменным участником которого являлась команда «Звезды России», любители хоккея смогли встретиться с такими прославленными соотечественниками, как В.Фетисов, И.Ларионов, П.Буре, В.Козлов, А.Могильный, С.Федоров, А.Жамнов. С.Немчинов и другие.

Еще одна добрая традиция присуще «Кубку Спартака» — каждый год в рамках турнира проводится товарищеский матч звезд нынешнего поколения с ветеранами отечественного хоккея. Зрители могут одновременно наблюдать игру героев разных эпох — словно вся история хоккея концентрируется на льду одной хоккейной коробки. За сборную ветеранов выступали: А Якушев, В.Зингер, В.Старшинов, В.Шалимов, В.Анисин, В.Васильев, В.Петров, А.Мальцев, Братья Голиковы, А.Сидельников и многие другие

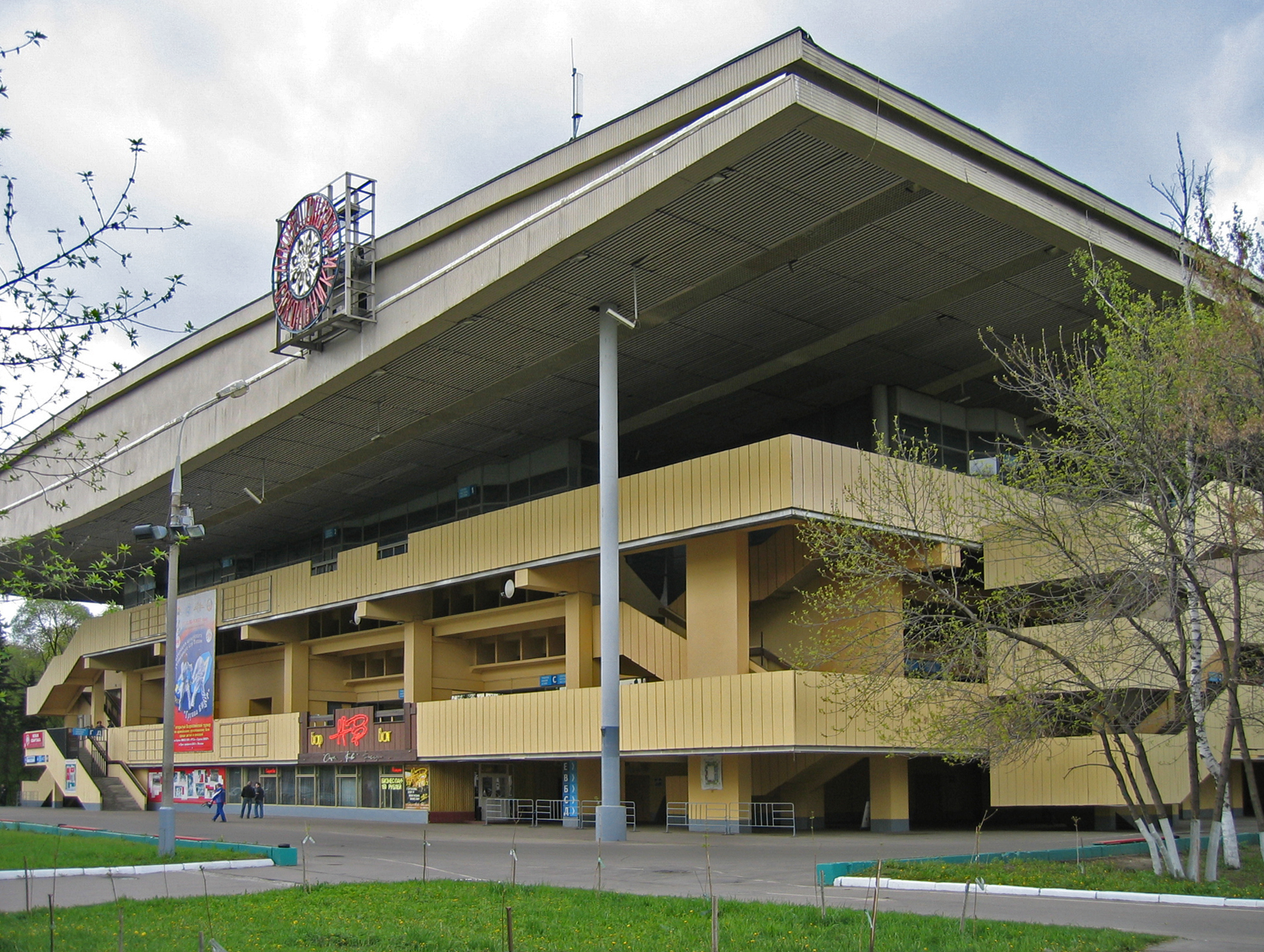
Дворец Спорта «Сокольники»

## Розыгрыши

### 1994
- Дата проведения: 30 августа – 4 сентября 1994[1]
- Место проведения: ЛД «Сокольники», Москва
- Участники: Звёзды России, Спартак (Москва), Динамо (Москва), Мура, ХПК, Слован

### 1995
- Дата проведения: 15–20 августа 1995[2]
- Место проведения: ЛД «Сокольники», Москва
- Участники: Динамо (Москва), Звёзды России, Лада, Спартак (Москва), ХВ-71, Киекко-Эспоо

### 1996
- Дата проведения: 5–11 августа 1996[3]
- Место проведения: ЛД «Сокольники», Москва
- Участники: Акрони Есенице, Звёзды России, Лада, Спартак (Москва), Металлург (Магнитогорск), ПХК ЦСКА

### 1997
- Дата проведения: 17–24 августа 1997[4]
- Место проведения: ЛД «Сокольники», Москва
- Участники: Ак Барс, Звёзды России, Лада, Спартак (Москва), Фрибур-Готтерон, ПХК ЦСКА

### 1998
- Дата проведения: 17–23 августа 1998[5]
- Место проведения: ЛД «Сокольники», Москва
- Участники: Ак Барс, Звёзды России, Металлург (Магнитогорск), Спартак (Москва), Сборная Норвегии, ПХК ЦСКА

### 1999
- Дата проведения: 16–22 августа 1999[6]
- Место проведения: ЛД «Сокольники», Москва
- Участники: Сборная Украины, Звёзды России, Неман, Спартак (Москва), Сборная Казахстана, Сборная Югославии

### 2000
- Дата проведения: 15–20 августа 2000[7]
- Место проведения: ЛД «Сокольники», Москва
- Участники: Амур, Витязь, Крылья Советов, Спартак (Москва), ПХК ЦСКА, ХК ЦСКА

### 2001
- Дата проведения: 13–19 августа 2001[8]
- Место проведения: ЛД «Сокольники», Москва
- Участники: Авангард, Ак Барс, Звёзды России, Крылья Советов, Спартак (Москва), ЦСКА

### 2002
- Дата проведения: 19–24 августа 2002[9]
- Место проведения: ЛД «Сокольники», Москва
- Участники: Ак Барс, Витязь, Крылья Советов, Спартак (Москва), ХИФК, ЦСКА

### 2003
- Дата проведения: 18–23 августа 2003[10]
- Место проведения: ЛД «Сокольники», Москва
- Участники: Крылья Советов, Металлург (Лиепая), Северсталь, Спартак (Москва), ЦСКА, ХИФК, Сборная Беларуси, Сборная Украины

### 2004
- Дата проведения: 23–28 августа 2004[11]
- Место проведения: ЛД «Сокольники», Москва
- Участники: Ганновер Скорпионс, Давос, Жилина, Спартак (Москва), ХК МВД, Сборная Украины

### 2005
- Дата проведения: 23–28 августа 2005[12]
- Место проведения: ЛД «Сокольники», Москва
- Участники: Вена Кэпиталз, Неман (Гродно), Спартак (Москва), Химик (Воскресенск), Сборная Израиля, Сборная Украины

### 2006
- Дата проведения: 28 августа – 3 сентября 2006[13]
- Место проведения: ЛД «Сокольники», Москва
- Участники: Витязь, Гомель, Крылья Советов, Сокол (Киев), Химик (Воскресенск), Химик (Мытищи)

### 2007
- Дата проведения: 14–17 августа 2007[14]
- Место проведения: ЛД «Сокольники», Москва
- Участники: Спартак (Москва), Крылья Советов, Сокол (Киев), ЮП (Йювяскюля)

## Победители
| Клуб                | Титулы | Победа                       |
| ------------------- | ------ | ---------------------------- |
| Звёзды России       | 5      | 1994, 1995, 1996, 1997, 1998 |
| Ак Барс             | 2      | 2001, 2002                   |
| Сборная Украины     | 1      | 1999                         |
| Витязь              | 1      | 2000                         |
| ЦСКА                | 1      | 2003                         |
| Давос               | 1      | 2004                         |
| Химик (Воскресенск) | 1      | 2005                         |
| Химик (Мытищи)      | 1      | 2006                         |
| Спартак (Москва)    | 1      | 2007                         |